# No Place to be Somebody
No Place to be Somebody è un'opera teatrale del drammaturgo statunitense Charles Gordone, debuttata a New York nel 1969. Nel 1970 vinse il Premio Pulitzer per la Drammaturgia: fu la prima volta che uno spettacolo dell'Off Broadway vinse il premio e, soprattutto, fu la prima vittoria di un drammaturgo afroamericano.
Scritto nell'arco di sette anni, il dramma racconta le tensioni interrazziali messe in scena nello scontro tra un sindacalista bianco e un barista nero.